# Коначева, Светлана Александровна
Светла́на Алекса́ндровна Коначева (род. 22 июля 1971, Москва) — российский философ, доктор философских наук (2010), профессор, декан философского факультета РГГУ. Специалист в области философии религии.

## Биография
Родилась 22 июля 1971 г. в Москве. Окончила факультет музейного дела Российского государственного гуманитарного университете (1993), аспирантуру там же (1996). 
В 1996 году защитила кандидатскую диссертацию «Соотношение философии и теологии в фундаментальной онтологии М. Хайдеггера», научный руководитель — В. В. Калиниченко.
С 1996 преподает в РГГУ. Автор раздела «Философия религии» в учебнике «Философия» под редакцией В. Д. Губина.
В 2010 году защитила докторскую диссертацию «Хайдеггер и философская теология XX века», научный консультант — д.филос.н. проф. В. И. Молчанов.
С 2014 года заведует кафедрой современных проблем философии философского факультета РГГУ. Читает авторские курсы по религиозной постфеноменологии, постмодернистской теологии, философии религии.
Преподавала по совместительству в НИЯУ МИФИ и в Общецерковной аспирантуре и докторантуре свв. Кирилла и Мефодия.
С 2022 года — декан философского факультета РГГУ.
Автор более 80 научных работ, имеющих высокие показатели цитирования в ведущих изданиях.

## Научная деятельность
Основная область научных интересов — западная религиозная философия XX века, обсуждение христианской теологии в континентальной философии, системы теологии XX века.
Крупнейший в России специалист по теологии после Аушвица — группе теологических направлений, требующих отказаться от триумфалистских представлений о Боге ради принятия позиции жертвы. В частности, много занимается теологией «слабого Бога» Джона Капуто, которая отказывается полностью от онтологической терминологии в теологии и требует говорить о Боге прежде всего как о функции или измерении невинной жертвы, как о моменте разделяемой жертвы и признаваемой невинности этой жертвы. Также занималась переводом и исследованием наследия других создателей теологии после Аушвица, прежде всего, Дитриха Бонхёффера.
Участвовала в дискуссиях о преподавании теологии, философии религии и истории религий. Отстаивала феноменологический подход, согласно которому знакомство с теологией и с религиозными практиками позволяет понять устройство человеческого сознания, включая устройство реакций на повседневность.
Участвовала в публичных богословских диспутах.

## Отзывы
Священник Георгий Чистяков относил ещё тогда начинающего преподавателя к лидерам педагогики в области гуманитарных наук:
Есть Светлана Александровна Коначёва, философ, преподаватель РГГУ. Эти люди могут увлечь молодёжь, повести за собой, а, главное, открыть перспективу, показать глубину знания и научить любить интеллектуальный труд и видеть в интеллектуальном труде его духовный компонент.
К. М. Антонов оценил итоговую монографию С. А. Коначевой как значительный вклад в дискуссию о научности теологии.